# Fernand Legrand
Fernand Legrand, född 1898, var en fransk bobåkare. Han deltog vid olympiska vinterspelen 1924 i Chamonix i det franska andralaget i fyrmansbob, som slutförde tre av fyra åk och blev oplacerade. Han var bror till Émile Legrand.